# Androúsa
Androúsa (grec moderne : Ανδρούσα) est une localité située dans le dème de Messíni, dans le district régional de Messénie, dans la périphérie du Péloponnèse, en Grèce.
Selon le recensement de 2021, elle compte 446 habitants.